# محمد رضا أشتياني
محمد رضا أشتياني هو قائد عسكري إيراني ولد عام 1960 في طهران يشغل منصب وزير الدفاع منذ 2021، وشغل منصب نائب رئيس أركان الجيش الإيراني من 2009 إلى 2021، وانضم في 1979 للجيش الإيراني، وشارك في 1984 بالحرب العراقية الإيرانية، في 2018 فرضت وزارة الخزانة الأمريكية عقوبات عليه.

## التعليم
- جامعة الإمام علي للضباط.[4]
- ماجستير في شؤون الدفاع- كلية القيادة والأركان الإيرانية.[2]
- دكتورة في الإدارة الدفاعية من جامعة الدفاع الوطني العليا الإيرانية.[2]